# 가라아게 페스티벌
가라아게 페스티벌(일본어: からあげフェスティバル)은 일본 오이타현 나카쓰시에 있는 쇼핑몰 이온몰 산코점에서 매년 개최되는 음식 행사이다. 약어는 가라페스(からフェス)이다.

## 개요
동원 인원이 총 100만명을 넘는 행사이다. 매년 개최되며, 오이타현 나카쓰시, 우사시 등 튀김 가게가 많기로 알려진 지역의 튀김 가게 30점포 이상 모여 개최된다.
야외 행사장에서 전문점의 가라아게를 한 번에 맛을 비교할 수 있는 행사로 오이타현에서도 인기 있는 행사이다.
행사 기간 동안에는 무대 행사 등도 개최된다. 특별 기획 행사가 열리기도 한다.
가라아게 페스티벌에서 로고에 대해 상표권을 취득했으며, 인쇄물 등에 표기될 때는 상표 등록 마크가 기재되고 있다. 가라아게 페스티벌 실행 위원회 사무국인 FM나카쓰가 상표 등록을 신청하였으며 취득하였다.
제4회 가라아게 페스티벌에서 1076kg을 튀겨 기네스 세계기록에 등재되어 1.530kg의 기록으로 갱신되었다. 그러나 그 후 2017년에 이 기록은 돗토리현의 주식회사 오야마도리에 의해 1.530kg의 기록으로 갱신되었다.
그후, 2018년 축제에서 최대 튀김 공급량 1.6t의 기네스 세계기록 도전으로 경신하며 최고 기록을 세웠다.
원래 1회성 축제였으나, 이온물 산코점에서 수익이 생겨 매년 개최되기 시작했고 현재 일본의 주요 축제로 자리를 매김하게 되었다.

## 과거 개최 일정
- 제1회 2008년 8월 2일 (토) 개최
- 제2회 2009년 9월 23일 (수) 개최
- 제3회 2010년 9월 19일 (일) 개최
- 제4회 2011년 9월 23일 (금), 24일 (토) 개최
- 제5회 2012년 9월 22일 (토), 23일 (일) 개최
- 제6회 2013년 9월 21일 (토), 22일 (일) 개최
- 제7회 2014년 10월 12일 (일), 13일 (월) 개최
- 제8회 2015년 9월 20일 (토), 21일 (일) 개최
- 제9회 2016년 9월 17일 (토), 18일 (일) 개최
- 제10회 2017년 9월 16일 (토), 17일 (일) 개최
- 제11회 2018년 9월 15일 (토), 16일 (일) 개최
- 제12회 2019년 9월 15일 (일), 16일 (월축) 개최
- 2020년은 코로나19 범유행 사태로 취소

## 개최 장소
가라아게 페스티벌은 오이타현 나카쓰시에서 매년 개최되는 것 외에도 일본 각지에서도 출장 형식으로 개최되고 있다.
- 이온몰 노오가타점 (후쿠오카현 나오카타시)
- 이온몰 구마모토점 (구마모토현 가미마시키군 가시마초)
- 이온몰 미야자키점 (미야자키현 미야자키시)
- 이온몰 가고시마점 (가고시마현 가고시마시)
- 이온몰 이마바리 신도시점 (에히메현 이마바리시)
- 이온몰 교토고조점 (교토부 교토시 우쿄구)
- 이온몰 히로시마기온점 (히로시마현 히로시마시 아사미나미구)
- 이온몰 나고야차야점 (아이치현 나고야시 미나토구)
- 이온몰 기사라즈점 (지바현 기사라즈시)
- 이온몰 훗쓰점 (지바현 후즈시)
- 이온몰 히에즈점 (돗토리현 요나고시)